# サーロ

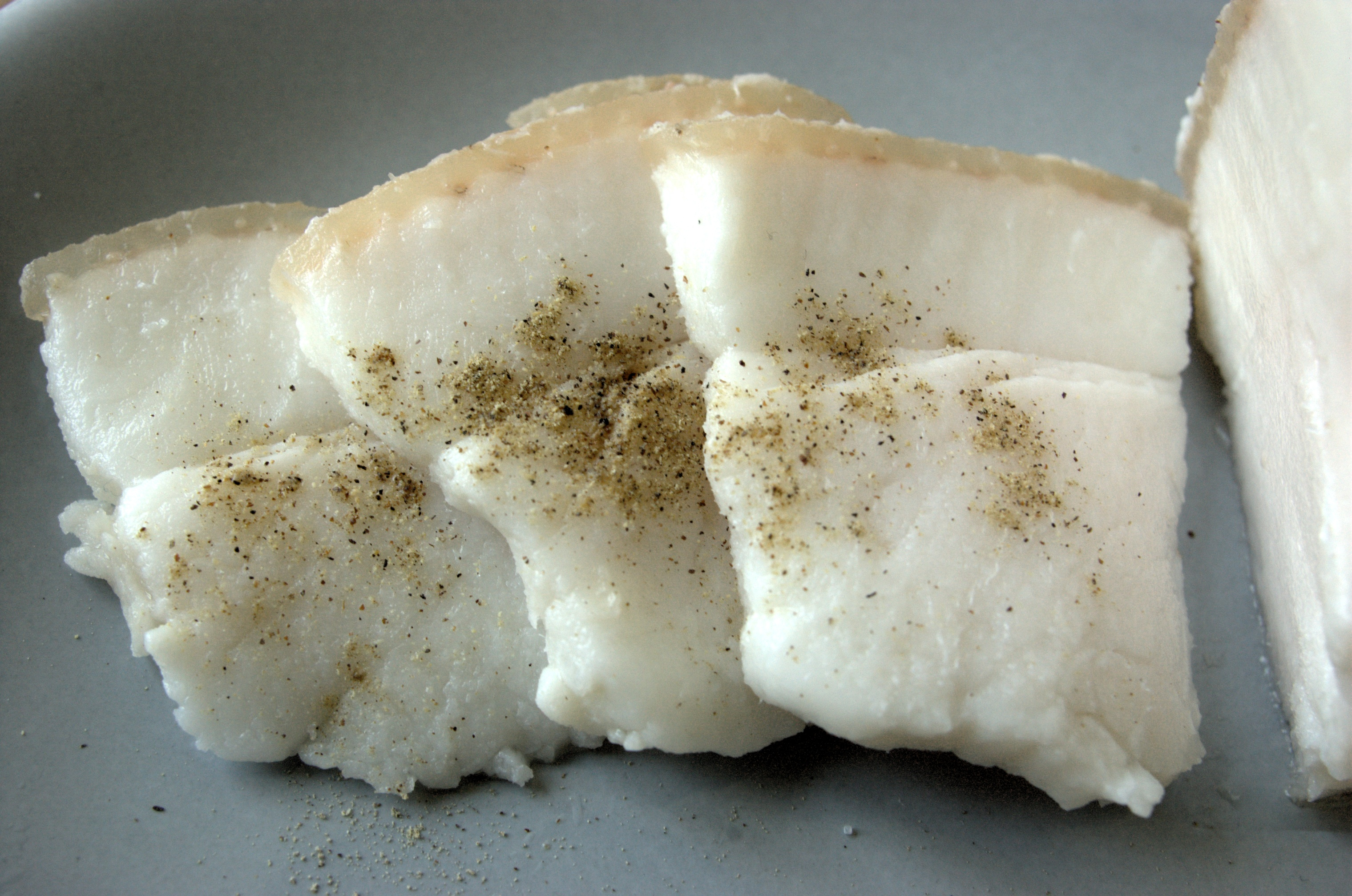
胡椒かけのサーロ

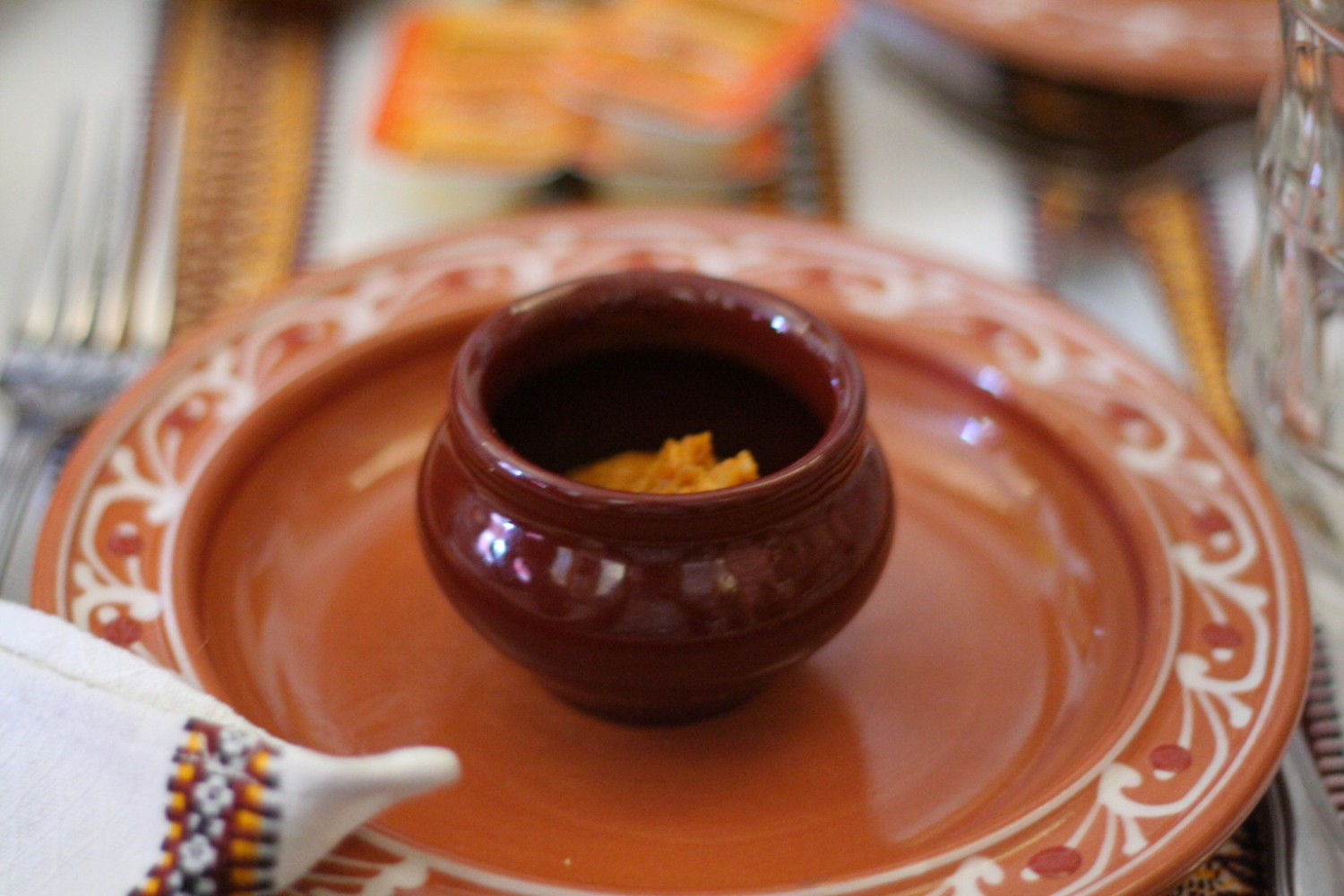
サーロでできたスマーレツィ（ウクライナのラード）

サーロ（ウクライナ語: сало / salo）は、ウクライナ料理で供される、豚の脂身の塩漬けである。「白豚脂」と意訳される。食用油脂のラードと異なり、未精製で食される。ボルシチとヴァレーヌィクと並んで、ウクライナの代表的な伝統料理である。

## 語義
サーロとは体内脂肪のことである。
サーロという単語はスラブのSADLOに由来している。その語幹「SAD」はSADIT`SYA（座る、つく）のと同じで、つまり、SADLOというのは「肉に付いているもの」という意味になる。時代が流れ、Dが抜けてSALOになった。スロバキア語では今でもSADLOという。
ベラルーシとロシアでは「サーラ」。ポーランドでは「スウォニーナ」、南スラヴ諸国では「スラニーナ」と呼ばれている。

## 栄養価
ビタミンA/E/Dと不飽和脂肪酸が豊富で、770–870kcal/100gの熱量をもつ。

## 歴史
脂肪源として古来より重視された。農家や、戦争に出かけるウクライナ・コサックはいつもサーロを保存食として持参していたという。
18世紀初めのヘーチマン国家における忠心隊の1日分の糧食にはサーロの割合が30.8 %を占めており、ウクライナの食文化におけるサーロの重要度を物語っている。それに対し、同時代のポーランド兵士の1日分の糧食には、サーロは0.6%、肉は0.005%だけであり、ロシア兵士の場合はサーロがなく、1日分の糧食の13.21%が肉で占められた。ウクライナ人のサーロへのこだわりは、東欧諸国においてしばしば笑いのネタにされており、ウクライナ人を「サーロ食い」と呼ぶこともある。
ウクライナ人の食生活では、以前はサーロはパンとならぶ主食の1つであったが、生活様式の変化と、現代の人々の間に広まった低カロリー志向から、前菜的な役割のみ担うようになった。

## 東欧のサーロ
なお、東欧の伝統医学におけるサーロは、捻挫や切り傷の際に痛み止め薬として有効と考えられていた。
現在、サーロはウクライナ料理の他に東欧諸国の料理にも用いられている。
サーロは、生、塩漬け、スモーク、茹でて、煮込んで、焼いて、食べる。そのまま食べる場合は、スライスして、黒パン、ウォッカ、塩、生ニンニク、生タマネギ、生ネギ、胡椒、辛子などと共に食される。